# Фавар, Жан
Жан Фавар (фр. Jean Favard; 28 августа 1902 — 21 января 1965) — французский математик. Его работы 1920 — 1940-х годов оказали большое влияние на развитие теории функций и теории приближений. Его статьи цитируются такими математиками, как C. М. Никольский, С. Б. Стечкин и другими.
В 1946 году Фавар был президентом Французского математического общества.